# Детюк Сергій Володимирович
Сергій Володимирович Детюк (нар. 26 квітня 1973, Павлоград, Дніпропетровська область, Українська РСР, СРСР) — український кіно-, теле- та театральний актор. Заслужений артист України (2025).

## Життєпис
Сергій Детюк народився 26 квітня 1973 року в Павлограді. Закінчив у 1996 році акторське відділення Дніпропетровського державного театрального училища. Після закінчення навчання — актор Чернігівського обласного молодіжного театру в 1996-1999 роках.
З 1999 по 2013 роки Сергій Детюк працював актором Дніпропетровського академічного обласного українського молодіжного театру.
У 2007 — 2008 роках — актор Дніпропетровського академічного українського музично-драматичного театру імені Тараса Шевченка. 
З 2007 по 2012 роки працював актором Запорізького муніципального театру-лабораторії «VIE». 
Закінчив кафедру організації театральної справи Київського національного університету театру, кіно і телебачення імені Івана Карпенка-Карого.
З 2013 по 2021 роки актор Київського театру драми та комедії на лівому березі Дніпра.
З 2021 року актор Національного академічного драматичного театру імені Лесі Українки.

## Особисте життя
Сергій Детюк одружений з акторкою Ольгою Максимишин.

## Доробок

### Ролі у театрі
Театр драми і комедії на лівому березі Дніпра
- 2018 — Дені Дідро — «Гульвіса» за п'єсою «Le Libertin» Еріка-Емманюеля Шмітта[2]
- 2018 — Андрій Карпович — «Брехня» за п'єсою Володимира Винниченка[3]
- 2017 — Месьє Аміль — «Життя попереду» за романом Ромена Ґарі
- 2015 — Ларрі — «Близькість» Патріка Марбера[4]
- 2015 — Олег — «20 років без повітря» за п'єсою Ганни Яблонської «Язичники»[5]
- 2014 — Петро Максимович — «Радість сердечна, або Кепка з карасями» за оповіданнями Юрія Коваля[6]
- 2014 — Бертран — «Корсиканка» Іржі Губача[7]
- 2014 — Бахчеєв — «Опискин. Фома!» Федора Достоєвського
- 2014 — Явір — «Даринка, Гриць та Нечиста сила» Вадима Бойка

Театр Сузір'я
- 2017 — Лікар Штоль — «Нетутешній» за п'єсою Карла Ветлінґера «Чи відомий вам Чумацький шлях»[8]

Запорізький театр-лабораторія «VIE»
- 2010 — Фелікс — «Сич і Кішечка» Білла Маноффа[9]
- 2009 — Чоловік — «Все, нарешті» Петера Турріні
- 2008 — Бомбіла — «Рейс 1999 або Карма успішності» Леоніда Андронова[10]
- 2008 — Володимир — «Годо приходить» Алана Тітлі[11]

Дніпровський академічний український музично-драматичний театр імені Тараса Шевченка
- 2008 — Бертрам — «Все добре, що кінчається гаразд» Вільяма Шекспіра
- 2008 — Михайло — «Земля» Ольги Кобилянської

Дніпропетровський академічний обласний український молодіжний театр
- 2013 — Християн-Теодор — «Тінь» Євгена Шварца
- 2006 — Джордж Пігден — «№13 або божевільна ніч Джорджа Пігдена» Рея Куні
- 2005 — Саша — «Квітень в новорічну ніч»
- 2004 — Відьма — «Івасик Телесик», народна казка
- 2004 — Джек-Бойовий коник — «Тринадцята зірка» Віктора Ольшанського
- 2003 — Мікеле — «Філумена Мартурано» Едуардо Де Філіппо
- 2003 — Кіт Філофей — «Геть! Або історії кота Філофея» Валерія Зиміна
- 2002 — Датан — «Мойсей» Івана Франка

Чернігівський обласний молодіжний театр
- 1999 — Кавалер — «Трактирниця» Карла Ґольдоні
- 1999 — Брандахлистова — «Смерть Тарєлкіна» Олександра Сухово-Кобиліна
- 1998 — Леандро — «Любов до трьох апельсинів» Леоніда Філатова
- 1998 — Верблюд — «Ганчір'яна лялька» Вільяма Ґібсона
- 1998 — Лаерт — «Гамлет» Вільяма Шекспіра
- 1997 — Петя Трофімов — «Вишневий сад» Антона Чехова
- 1997 — Тіберій — «Зачароване коло» Миколи Гоголя
- 1997 — Стів — «Трамвай «Бажання» Теннессі Вільямса
- 1996 — Граф Альмавіва — «Севільський цирульник» П'єра Бомарше
- 1996 — Служитель бібліотеки / боксер / німецький солдат / поліціянт — «Неймовірний ілюзіон Ерні» Алана Ейкборна[12]
- 1996 — Сільва — «Старший син» Олександра Вапилова

## Фільмографія
| Рік       |   | Українська назва                 | Оригінальна назва             | Роль                   |
| --------- | - | -------------------------------- | ----------------------------- | ---------------------- |
| 2019      | ф | Іловайськ 2014. Батальйон Донбас | Beshoot                       | учитель                |
| 2019      | ф | Танк                             |                               | Рівний, молодший брат  |
| 2019      | с | Мама моєї доньки                 | Мама моей дочери              | лікар акушер-гінеколог |
| 2019      | с | Я тебе знайду                    | Я тебя найду                  | епізодична роль        |
| 2019      | с | Сонячний листопад                | Солнечный ноябрь              |                        |
| 2018      | с | Сліди в минуле                   | Следы в прошлое               | епізодична роль        |
| 2018      | с | Доглядальниця                    | Сиделка                       | епізодична роль        |
| 2018      | с | Рідна кров                       | Родная кровь                  | Валентин               |
| 2018      | с | За законами воєнного часу-2      | По законам военного времени-2 | епізодична роль        |
| 2018      | с | Пес-4                            | Пёс-4                         | свідок                 |
| 2018      | с | Опер за викликом                 | Опер по вызову                | бомж                   |
| 2018      | с | На самій межі                    | На самой грани                | епізодична роль        |
| 2018      | с | Хто ти?                          | Кто ты?                       | епізодична роль        |
| 2018      | с | Повернення до себе               | Возвращение к себе            | епізодична роль        |
| 2017      | с | Той, хто не спить                | Тот, кто не спит              | Савушкін               |
| 2017      | с | Що робить твоя дружина?          | Что делает твоя жена?         | скульптор              |
| 2017      | с | Свєтка                           | Светка                        | Олександрович          |
| 2017      | с | Веселка в небі                   | Радуга в небе                 | робітник               |
| 2017      | с | Невиправні                       | Неисправимые                  | звукорежисер           |
| 2017      | с | Ментівські війни. Одеса          | Ментовские войны. Одесса      | «Сєрий»                |
| 2017      | с | Лінія світла                     | Линия света                   | епізодична роль        |
| 2017      | с | Клянусь кохати тебе вічно        | Клянусь любить тебя вечно     | ювелір                 |
| 2017      | с | Догори дриґом                    | Вверх тормашками              | епізодична роль        |
| 2017      | с | Акторка                          | Артистка                      | епізодична роль        |
| 2016      | с | Село на мільйон                  |                               | епізодична роль        |
| 2016      | с | Пес-2                            | Пёс-2                         | інформатор             |
| 2016      | с | Центральна лікарня               | Центральная больница          | Семен Кузьмін, пацієнт |
| 2016      | с | Мереживо долі                    | Нити судьбы                   | епізодична роль        |
| 2016      | с | На лінії життя                   | На линии жизни                | Дорошин                |
| 2016      | с | Недотуркані                      | Депутатики                    | епізодична роль        |
| 2016      | ф | 8 кращих побачень                | 8 лучших свиданий             | епізодична роль        |
| 2014      | с | Брат за брата-3                  | Брат за брата-3               | Паштет                 |
| 2014      | с | Будинок з ліліями                | Дом с лилиями                 | нотаріус               |
| 2014      | с | Пляж                             | Пляж                          | Чекмарьов / Марченко   |
| 2015      | с | Щоб побачити веселку             | Чтобы увидеть радугу          | Хриплий                |
| 2013      | с | Шулер                            | Шулер                         | харківчанин            |
| 2012      | с | Пристрасті за Чапаєм             | Страсти по Чапаю              | Сидоров                |
| 2010—2013 | с | Єфросинія                        | Ефросинья                     | Сєня                   |
| 2009      | ф | Мелодія для катеринки            | Мелодия для шарманки          | міліціонер             |
| 2009      | с | Розлучниця                       | Розлучница                    | епізодична роль        |
| 2009      | с | Легенди зачарованого кохання     | Легенды колдовской любви      | епізодична роль        |
| 2006      | с | Дякую тобі за все-2              | За всё тебя благодарю-2       | охоронець              |
| 2006      | с | Дев'ять життів Нестора Махна     | Девять жизней Нестора Махно   | епізодична роль        |

## Премії
- 2011 — Міжнародний фестиваль «Homo Ludens» (м. Миколаїв) — «Найкраща чоловіча роль» за моновиставу «Все, нарешті» Петера Турріні;
- 2011 — Міжнародний фестиваль «Арт-Окраїна» (м. Санкт-Петербург) — «Найкраща чоловіча роль» за моновиставу «Все, нарешті» Петера Турріні;
- 2011 — Міжнародний фестиваль «Мельпомена Таврії» (м. Херсон) — «Найкраща чоловіча роль» за моновиставу «Все, нарешті» Петера Турріні[13][14];
- 2009 — Всеукраїнський фестиваль недержавних театрів «Курбалесія» — «Найкращий актор фестивалю» за моновиставу «Все, нарешті» Петера Турріні;
- 2008 — Вища театральна нагорода Придніпров'я «Надія Січеславни» у номінації «Найкраща чоловіча роль» за роль Бомбіли у виставі «Рейс 1999 або Карма успішності» Леоніда Андронова;
- 2006 — Вища театральна нагорода Придніпров'я «Надія Січеславни» у номінації «Найкраща чоловіча роль другого плану» і Гран-прі за високий професіоналізм та майстерність у створенні характеру англійського джентльмена в екстремальних обставинах за роль Джорджа Пігдена у виставі «№13 або божевільна ніч Джорджа Пігдена» Рея Куні;
- 2003 — Вища театральна нагорода Придніпров'я «Надія Січеславни» у номінації «Найкраща чоловіча роль другого плану» за роль Мікеле у виставі «Філумена Мартурано» Едуардо Де Філіппо;